# Poti in stranpoti (TV serija)
Poti in stranpoti je slovenska TV nadaljevanka, ki se je predvajala ob nedeljskih večerih na prvem programu TV Ljubljana. Prvi del je bil na sporedu 14. novembra 1976.
Dogaja se v Trniku.

## Produkcija
Boris Cavazza je izrazil nezadovoljstvo nad drugo sezono, ni se mu zdela dobra. Aleksander Marodić je zanikal, da bi pisal po direktivah od zgoraj. Manj atraktiven začetek serije je pojasnil s tem, da je kazal nekatere manipulacije tehnokratskih krogov.

## Epizode

### Prva sezona
| Št. | Naslov              | Datum predvajanja |
| --- | ------------------- | ----------------- |
| 1.  |                     | 14. november 1976 |
| 2.  | Beli križ           | 21. november 1976 |
| 3.  | Dileme              | 28. november 1976 |
| 4.  | Spopad se začenja   | 5. december 1976  |
| 5.  | Epidemija           | 12. december 1976 |
| 6.  | Bremena preteklosti | 19. december 1976 |
| 7.  | Grenkoba zmage      | 26. december 1976 |

### Druga sezona
| Št. | Naslov          | Datum predvajanja           | Zgodba                                                                                            |
| --- | --------------- | --------------------------- | ------------------------------------------------------------------------------------------------- |
| 1.  | Sirene ob zori  | 12. november 1978           |                                                                                                   |
| 2.  | Obrazi in maske | 19. november 1978           |                                                                                                   |
| 3.  | V precepu       | 26. november 1978           | Direktor Trnišnice, inž. Jamšek, rudnik odpiše. Inž. Kerin in inž. Cigler se z njim ne strinjata. |
| 4.  | Na ostrini      | 3. december 1978            |                                                                                                   |
| 5.  | Izsiljevanje    | 10. december 1978           |                                                                                                   |
| 6.  | Preobrat        | 17. december 1978           |                                                                                                   |
| 7.  | Zaplet          | 24. december 1978           |                                                                                                   |
| 8.  | Prebujena vest  | 1. januar 1979 (ponedeljek) |                                                                                                   |
| 9.  | Sirene opoldne  | 7. januar 1979              |                                                                                                   |

## Zasedba
- Boris Cavazza: Andrej Kerin, inženir
- Alenka Vipotnik
- Marija Benko
- Jože Zupan
- Marjeta Gregorač
- Jurij Souček
- Dare Ulaga
- Polde Bibič

## Ekipa
- avtor: Aleksander Marodić
- režiser: Mirč Kragelj
- scenografija: Seta Mušič